# Kusumoto Ine
Kusumoto Ine est un nom japonais traditionnel ; le nom de famille (ou le nom d'école), Kusumoto, précède donc le prénom (ou le nom d'artiste).
Kusumoto Ine (楠本 イネ), née le 10 mai 1827 à Dejima dans le port de Nagasaki et décédée le 27 août 1903 à Azabu, un quartier de Tokyo, aussi appelée Oine, est la première femme médecin praticienne de la médecine occidentale au Japon et la fille du médecin allemand Philipp Franz von Siebold, installé à Dejima.

## Biographie

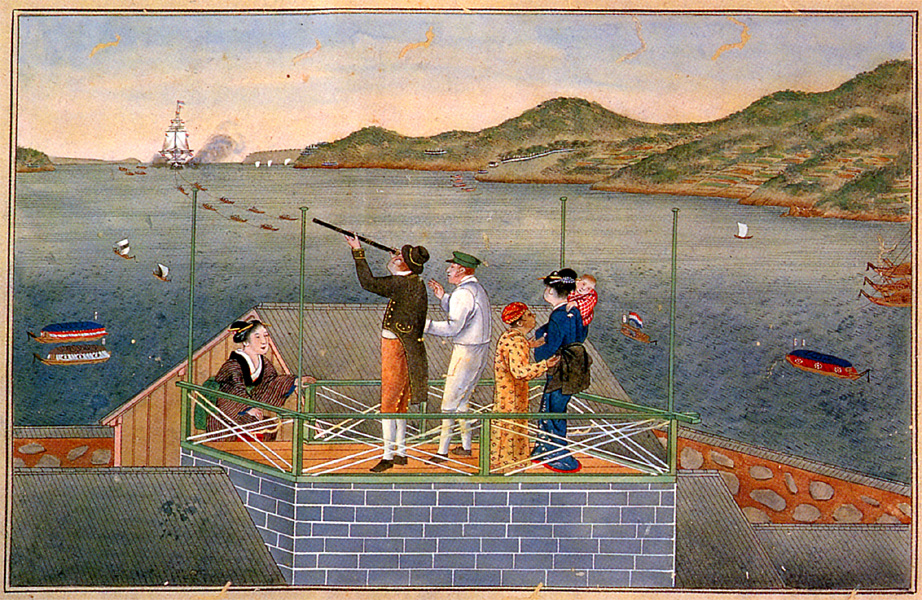
Tableau de Kawahara Keiga : Arrivée d'un navire néerlandais. Philipp Franz von Siebold à Dejima avec son épouse japonaise Kusumoto Taki et leur fillette Kusumoto Ine observant un navire de la VOC arrivant dans le port de Nagasaki à l'aide d'un teresukoppu (télescope).

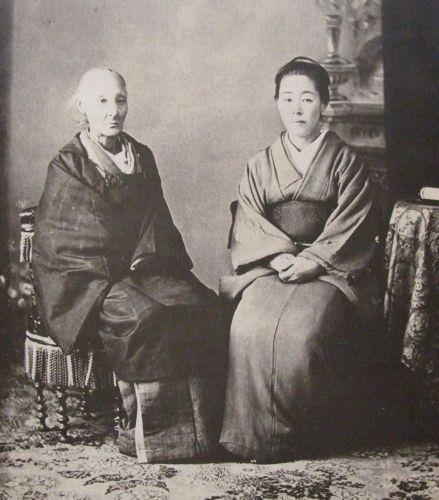

Sa mère est Kusumoto Taki, désignée comme une courtisane dans les documents officiels lui permettant l'accès à Dejima, l'enclave de la Compagnie néerlandaise des Indes orientales à Nagasaki fermée à presque tous les Japonais sauf aux courtisanes. Elle s'est probablement fait inscrire sous ce statut pour pouvoir visiter Siebold.
Siebold est surpris s'adonnant à la contrebande de différents objets, principalement des cartes interdites (qui, croyait-on, pourraient tomber entre les mains des ennemis du Japon tels que la Russie, qui constituait une menace sur les frontières nord du pays). Il est condamné à l'exil du Japon le 22 octobre 1829 et quitte le pays à la fin de l'année. Kusumoto Ine a alors deux ans. Elle lui dit au revoir d'un petit bateau dans le port, accompagnée de sa mère, alors que son navire s'éloigne.
Kusumoto reste en contact avec son père pendant son long exil et en reçoit des médicaments occidentaux. À partir de 14 ans, elle suit une formation en médecine occidentale par les élèves de son père restés à Dejima. Celui-ci retourne au Japon le 4 août 1859, après 30 années d'absence. Entre-temps, Kusumoto est devenue la première femme médecin pratiquant la médecine occidentale au Japon et a établi une clinique de gynécologie à Nagasaki. Ayant travaillé avec succès pendant plusieurs années, elle est finalement appelée à jouer le rôle de médecin personnel de l'impératrice[Laquelle ?].
Elle voit son père pour la dernière fois en avril 1862, comme il est contraint de retourner une fois de plus en Europe pour ne jamais revenir au Japon.
Kusumoto est mariée et a une fille, Takako (ja) (高 子) — née le 26 février 1852 et décédée le 18 juillet 1938 — dont le père est le médecin Ishii Soken (ja) (石井 宗 謙; 1796-1861), soupçonné d'avoir violé Kusumoto.

## Source de la traduction
- (en) Cet article est partiellement ou en totalité issu de l’article de Wikipédia en anglais intitulé « Kusumoto Ine » (voir la liste des auteurs).